# Callithrix
Callithrix là một chi động vật có vú trong họ Cebidae, bộ Linh trưởng. Chi này được Erxleben miêu tả năm 1777. Loài điển hình của chi này là Simia jacchus Linnaeus, 1758.

## Hình ảnh

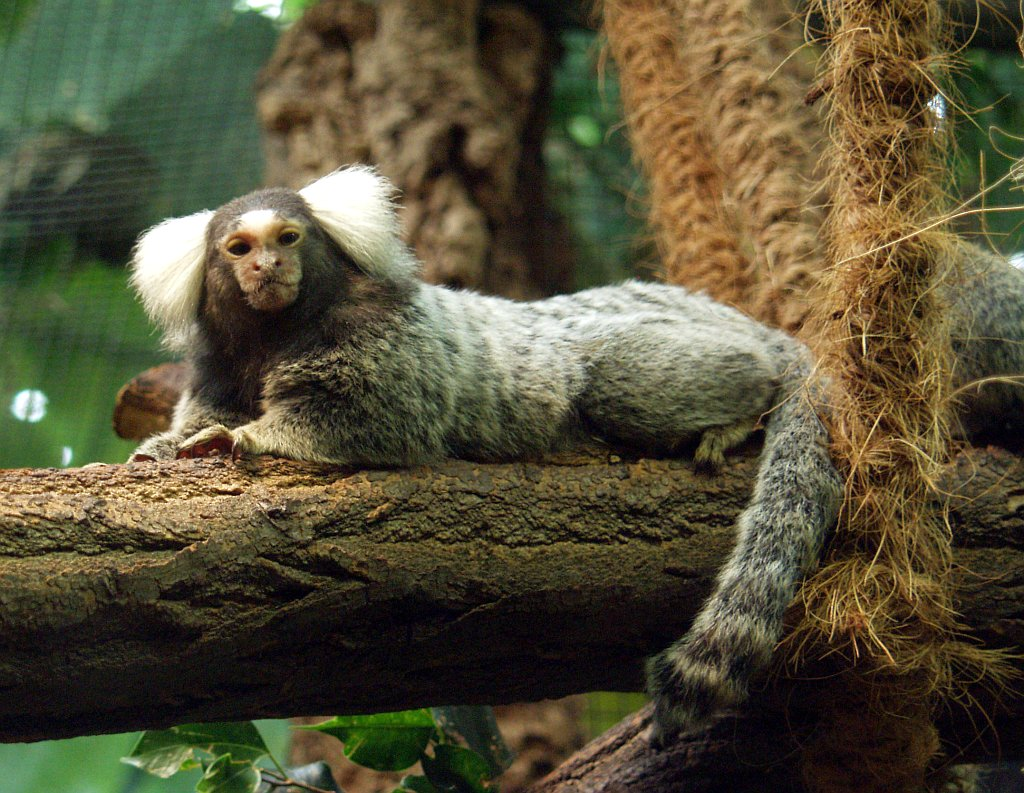
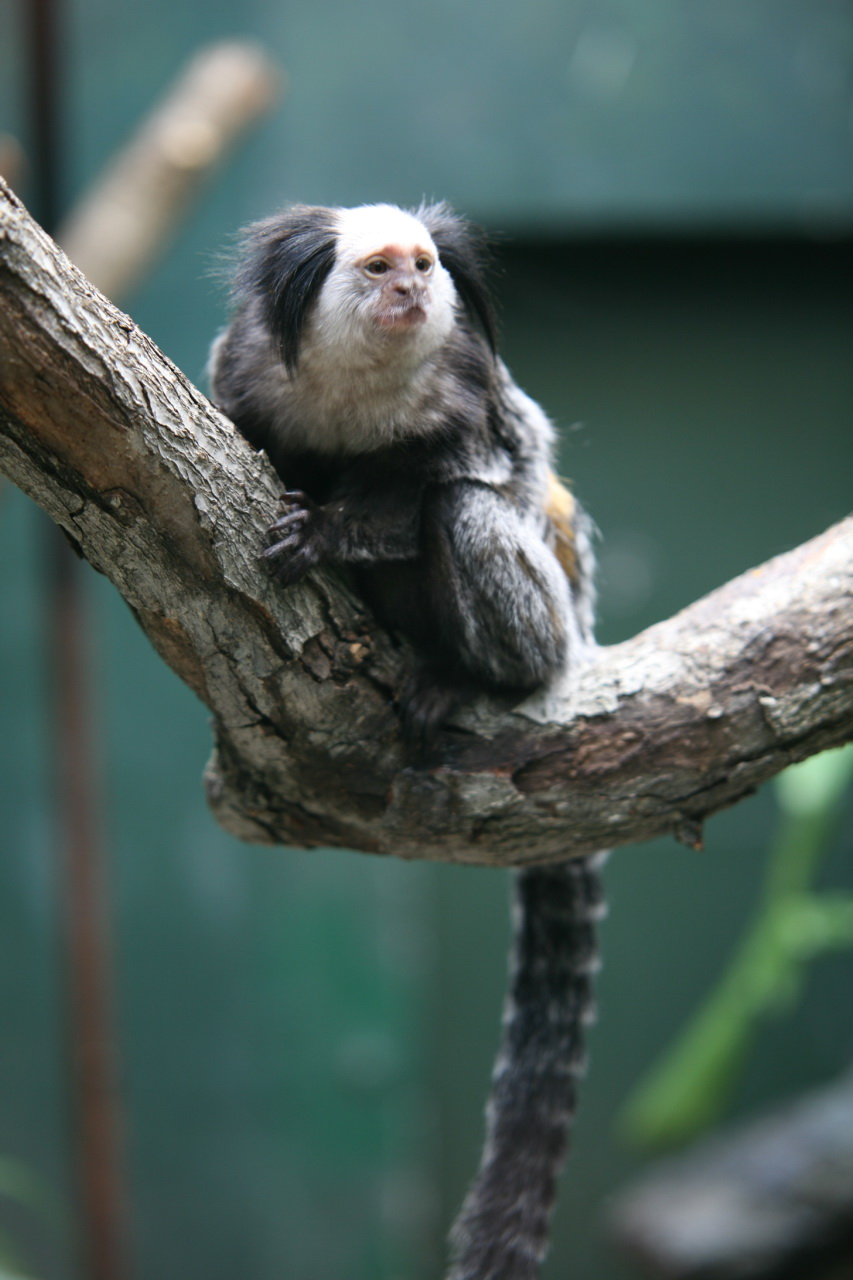
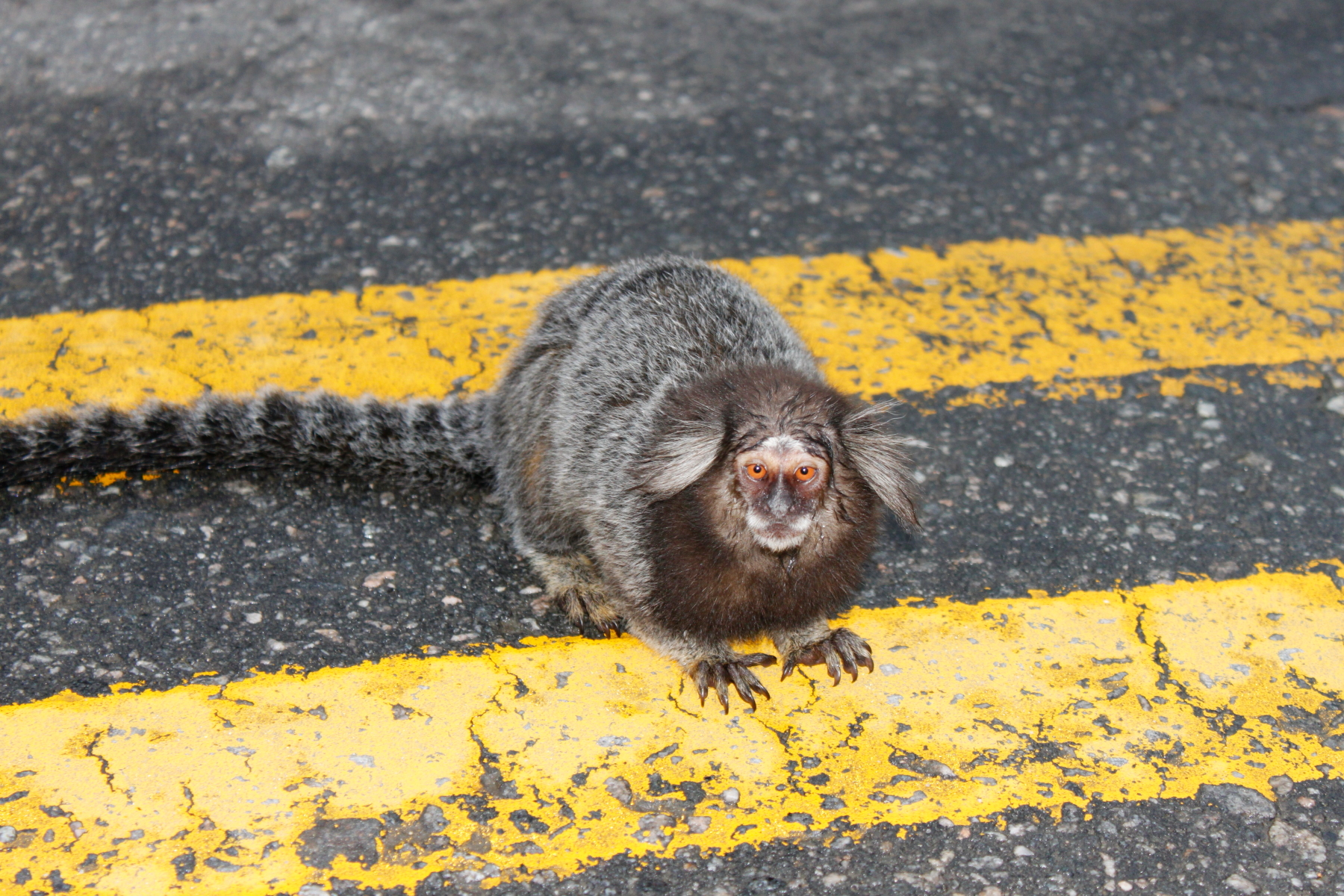

## Các loài
Chi này gồm các loài:
- Callithrix jacchus
- Callithrix penicillata
- Callthrix kuhlii
- Callithrix geoffroyi
- Callithrix flaviceps
- Callithrix aurita